# Pelargonium dipetalum
Pelargonium dipetalum är en näveväxtart som beskrevs av L'hér.. Pelargonium dipetalum ingår i släktet pelargoner, och familjen näveväxter. Inga underarter finns listade i Catalogue of Life.